# 夏のヒロイン
「夏のヒロイン」（なつのヒロイン）は、河合奈保子が1982年6月10日にリリースした9枚目のシングルである(EP:AH-230)。

## 解説
- デビュー時からシングル（A面）を多数手がけた作詞・竜真知子、作曲・馬飼野康二のコンビの、最後のシングルである。
- オリコンでは最高位7位（100位内13週）、21.5万枚のセールスとなった[1]。
- 当曲で1982年末の『第33回NHK紅白歌合戦』へ、2年連続2回目の出場を果たした。

## 収録曲
- 両楽曲共に、作詞：竜真知子／作曲：馬飼野康二／編曲：若草恵

1. 夏のヒロイン（3分59秒）
2. ゆれて－あなただけ（3分49秒）

## 演奏
- Drums: Eiji Shimamura
- Bass: Shiogo Kindaichi
- E.Guitar: Fujimaru Yoshino
- A.Guitar: Kohichi Tani
- Keyboards: Haruo Togashi
- Percussion: Eiji Narushima
- Trumpets: Shin Kazuhara, Masahiro Kobayashi, Hitoshi Yokoyama, Junichi Kanesaki
- Trombones: Eiji Arai, Yasuo Hirauchi, Marumi Mita, Suio Okada
- Strings: Ohno group
- Background vocals: Eve

## カバー
- 堀ちえみ - 『80's IDOL SONGS COLLECTION』に収録、2005年
- まい×なお - 「星のピアス」に収録、2010年